# 陈建国 (1945年)
陳建國（1945年7月—），男，山東榮成人，中华人民共和国政治人物。中共第十五屆中央候補委員，第十六屆、十七屆中央委員。中共中央黨校函授學院政治學專業在職研究生班畢業。

## 生平
1962年7月參加中國人民解放軍並參加工作，历任戰士、班長、保密員。1966年4月加入中國共產黨。1969年3月退伍，被安排到煙台地區小鋼聯鋼廠当工人；后历任車間黨支部書記、廠團委書記，祥山鐵礦黨總支部書記，煙台地區小鋼聯鋼廠廠黨委副書記等职。1976年4月，进入烟台地區政府部门任职。1980年9月至1982年7月在山東大學經濟系幹部專修科學習。
1983年后，历任中共煙台市委常委、煙台市芝罘區委書記，煙台市副市長兼市經委主任，中共威海市委副書記，中共煙台市委書記。1992年2月当选中共山東省委常委，并出任山東省政法委書記；1993年4月，出任山東省副省長；1994年11月，晋升中共山東省委副書記、山東省副省長。2002年3月，调任中共寧夏回族自治區黨委書記；2002年4月起任中共寧夏回族自治區黨委書記、寧夏回族自治區人大常委會主任。
2010年7月24日，因年龄到限，中共中央宣布免去陈建国中共宁夏自治區黨委書記的职务。8月28日，十一届全国人大常委会任命其为内务司法委员会副主任委员。2013年3月16日，第十二届全国人民代表大会第一次会议通过，任命其为全国人民代表大会农业与农村委员会主任委员。2018年届满卸任。